# Прави сърби
Прави сърби (на сръбски: Прави срби или Pravi srbi, „същински сърби“) е сръбско наименование на етническите сърби, използвано на български като иронично название на сърбизираните българи в Сърбия и Югославия.
През XIX век всички народности в страната са обявени за прави сърби, т.е за „истински сърби“. След Междусъюзническата война българското население не само в Поморавието, а и във Вардарска Македония, е обявено за прави сърби, т.е. за „старосръбско“, с аргумента, че „по време на Османската империя то е забравило своя сръбски произход, език и традиции“.